# صدایت را بالا ببر
صدایت را بالا ببر (به هندی: Halla Bol) فیلمی محصول سال ۲۰۰۸ و به کارگردانی راجکومار سانتوشی است. در این فیلم بازیگرانی همچون اجی دیوگن، ویدیا بالان، پانکاج کاپور، آنجان سیرواستاو، ماکش تیواری ایفای نقش کرده‌اند.